# Granbarrmott
Granbarrmott (Dioryctria schuetzeella) är en fjärilsart som beskrevs av Fuchs 1899. Granbarrmott ingår i släktet Dioryctria, och familjen mott. Arten är reproducerande i Sverige.

## Bildgalleri

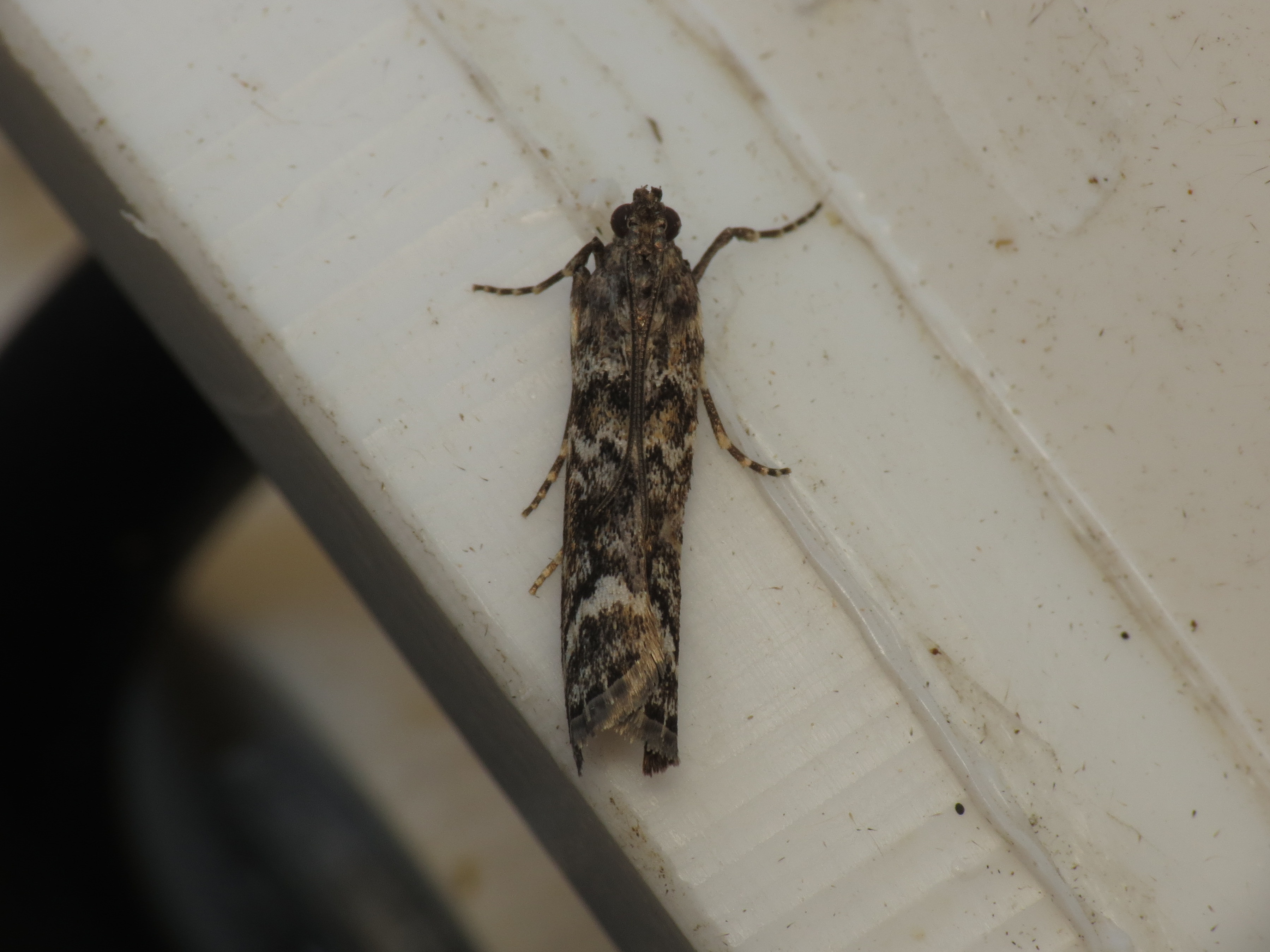
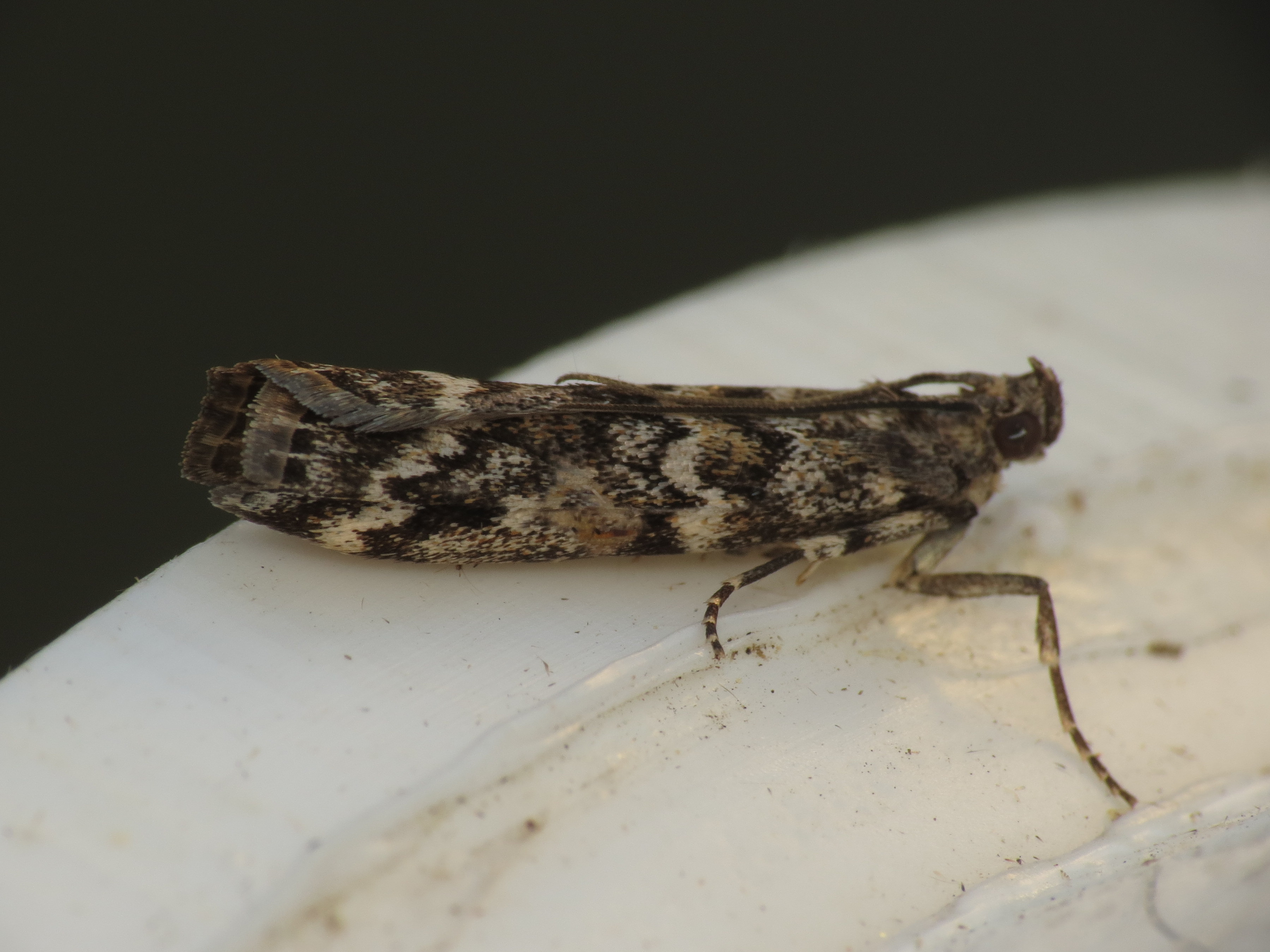